# Maszki k. Wojciechowa
Maszki k. Wojciechowa – wieś w Polsce położona w województwie lubelskim, w powiecie lubelskim, w gminie Wojciechów.
Wieś szlachecka położona była w drugiej połowie XVI wieku w powiecie lubelskim województwa lubelskiego. W latach 1975–1998 miejscowość administracyjnie należała do ówczesnego województwa lubelskiego.
Wieś stanowi sołectwo gminy Wojciechów. Według Narodowego Spisu Powszechnego z roku 2011 wieś liczyła 172 mieszkańców.
Wierni Kościoła rzymskokatolickiego należą do parafii św. Teodora w Wojciechowie.